# كوارتي دي أويرفا
بلدية كوارتي دي أويرفا (بالإسبانية: Cuarte de Huerva) هي بلدية تقع في مقاطعة سرقسطة التابعة لمنطقة أراغون شمال شرق إسبانيا.

## الديموغرافيا
بلغ عدد سكان بلدية كوارتي دي أويرفا 9.564 نسمة عام 2011 (وفقاً للمعهد الوطني الإسباني للإحصاء).
| 1.720 | 1.760 | 2.041 | 3.078 | 4.726 | 7.687 | 9.564 |